# Zeoke (gmina Lučani)
Zeoke (cyr. Зеоке) – wieś w Serbii, w okręgu morawickim, w gminie Lučani. W 2011 roku liczyła 222 mieszkańców.